# Anton Prandl
Anton Prandl (* 8. September 1892 in Bad Aibling; † 25. Oktober 1976 in Penzberg) war ein deutscher Politiker (SPD). Er war Bürgermeister von Penzberg und bayerischer Landtagsabgeordneter.

## Leben
Prandl besuchte die Volks-, Bürger- und Handelsschule in Salzburg und absolvierte in Bad Reichenhall eine kaufmännische Ausbildung. Danach war er im In- und Ausland tätig, bis er 1914 zum Ersten Weltkrieg eingezogen wurde. 1916 wurde er verwundet und war anschließend kaufmännischer Leiter einer Kupfermine in Bulgarien. Nach Kriegsende arbeitete er als Einkäufer für ein Kupferbergwerk in Österreich und ab Mitte 1919 als selbstständiger Kaufmann in Freilassing. Nach der Machtergreifung war er 1933 kurzzeitig im KZ Dachau in Schutzhaft und erhielt einen Ortsverweis in Freilassing. Prandl ging nach Unterhausen, wo er eine Gaststätte pachtete, bis er 1937 nach Penzberg zum Gasthaus Schönmühl wechselte. Im Zweiten Weltkrieg wurde er Ende 1943 zur Wehrmacht eingezogen, jedoch nach dem Attentat vom 20. Juli 1944 bereits wieder entlassen. Daraufhin wurde er für die Lazarettverwaltung in Augsburg dienstverpflichtet.

## Politischer Werdegang
Anton Prandl trat 1910 in die SPD ein. Er war nach 1919 in Freilassing Gemeinderat für die SPD.
Am 27. Januar 1946 wählten ihn die Bürger von Penzberg zum 1. Bürgermeister; seine beiden Vorgänger seit dem Zusammenbruch des Dritten Reiches waren noch von der amerikanischen Besatzung eingesetzt. Seine größte Herausforderung war die Schließung des Bergwerkes in Penzberg und der anschließende Strukturwandel der Stadt. 1972 trat er in den Ruhestand.
Prandl gehörte vom 11. Dezember 1950 bis 12. November 1958 dem Bayerischen Landtag (2. und 3. Wahlperiode) an.

## Ehrungen
Nach Anton Prandl sind seit 1977 die Bürgermeister-Prandl-Grundschule und die Bürgermeister-Prandl-Mittelschule in Penzberg benannt.